# Rönnbränntjärnen
Rönnbränntjärnen är en sjö i Krokoms kommun i Jämtland och ingår i Indalsälvens huvudavrinningsområde. Vid provfiske har lake och öring fångats i sjön.